# Nikki Ayers
Nikki Ayers, née le 3 mars 1991, est une rameuse paralympique australienne. 
Elle remporte avec Jed Altschwager la médaille d'or aux championnats du monde d'aviron 2023 ainsi qu'aux Jeux paralympiques de Paris 2024 en double mixte PR3.

## Biographie

### Jeunesse, débuts sportifs
Nikki Ayers naît le 3 mars 1991. Elle grandit à Narooma, en Nouvelle-Galles du Sud, et s'installe à Canberra pour ses études ; elle obtient un diplôme d'infirmière à l'Université de Canberra. Nikki Ayers joué au rugby à XV et devient capitaine de l'équipe féminine des Brumbies 7's d'ACT. En 2016, lors d'un match de rugby à XV, un plaquage lui endommage le genou. La blessure sectionne une artère majeure et les lésions nerveuses lui font perdre la sensibilité dans son pied. Elle subit 16 opérations pour sauver sa jambe et réparer son genou. Elle travaille en 2021 comme infirmière diplômée à l'unité de soins intensifs de l'hôpital de Canberra ; elle est titulaire d'un diplôme d'études supérieures en soins intensifs.

### Carrière en aviron
Nikki Ayers participe à deux reprises au marathon de surf George Bass, une compétition éprouvante, le long de la côte sud. Le parcours de Nikki Ayers vers l'aviron paralympique commence lors d'une session Train4Tokyo en 2017 à l'Institut australien du sport. Elle commence une formation sérieuse en aviron en janvier 2018. Elle est ensuite sélectionnée dans le quatre mixte avec barreur PR3 aux championnats du monde d'aviron 2018, où son équipage termine à la cinquième place.
Elle remporte le skiff féminin PR3 aux championnats d'aviron d'Australie en 2019 et 2021.
Aux Jeux paralympiques d'été de 2020 qui se déroulent en 2021 à Tokyo, Nikki Ayers est membre du Mix 4+ PR3 avec Tom Birtwhistle, James Talbot et Alexandra Viney. Leur barreur est Renae Domaschenz. Ils se qualifient pour la finale après avoir remporté le repêchage avec un temps de 7:06.98, mais ils terminent quatrièmes de la finale sans réussir à remporter de médaille,.
Nikki Ayers déménage à Adélaïde après avoir terminé ses études de sage-femme à Canberra pour s'entraîner avec Jed Altschwager dans le double mixte PR3.
Nikki Ayers et Jed Altschwager remportent la médaille d'or en double mixte PR3 aux championnats du monde d'aviron 2023 à Belgrade et aux Jeux paralympiques d'été 2024 à Paris. Ils sont les premiers rameurs paralympiques australiens à remporter une médaille d'or.

## Reconnaissance
- 2023 - Équipage paralympique de l'année avec Jed Altschwager, par Rowing Australia[9].
- 2023 - Équipage paralympique de l'année avec Jed Altschwager, par le World Rowing[10].